# La Ferté-Bernard
La Ferté-Bernard är en kommun i departementet Sarthe i regionen Pays de la Loire i nordvästra Frankrike. Kommunen ligger i kantonen La Ferté-Bernard som tillhör arrondissementet Mamers. År 2022 hade La Ferté-Bernard 8 769 invånare.

## Befolkningsutveckling
Antalet invånare i kommunen La Ferté-Bernard
| Referens: INSEE |